# CNBP
CNBP (англ. CCHC-type zinc finger nucleic acid binding protein) – білок, який кодується однойменним геном, розташованим у людей на короткому плечі 3-ї хромосоми.  Довжина поліпептидного ланцюга білка становить 177 амінокислот, а молекулярна маса — 19 463.
| 10         |  | 20         |  | 30         |  | 40         |  | 50         |
| ---------- |  | ---------- |  | ---------- |  | ---------- |  | ---------- |
| MSSNECFKCG |  | RSGHWARECP |  | TGGGRGRGMR |  | SRGRGGFTSD |  | RGFQFVSSSL |
| PDICYRCGES |  | GHLAKDCDLQ |  | EDACYNCGRG |  | GHIAKDCKEP |  | KREREQCCYN |
| CGKPGHLARD |  | CDHADEQKCY |  | SCGEFGHIQK |  | DCTKVKCYRC |  | GETGHVAINC |
| SKTSEVNCYR |  | CGESGHLARE |  | CTIEATA    |  |            |  |            |

A: Аланін

C: Цистеїн

D: Аспарагінова кислота

E: Глутамінова кислота

F: Фенілаланін

G: Гліцин

H: Гістидин

I: Ізолейцин

K: Лізин

L: Лейцин

M: Метіонін

N: Аспарагін

P: Пролін

Q: Глутамін

R: Аргінін

S: Серин

T: Треонін

V: Валін

W: Триптофан

Кодований геном білок за функціями належить до репресорів, фосфопротеїнів. 
Задіяний у таких біологічних процесах як транскрипція, регуляція транскрипції, ацетиляція, альтернативний сплайсинг. 
Білок має сайт для зв'язування з іонами металів, іоном цинку, ДНК. 
Локалізований у цитоплазмі, ендоплазматичному ретикулумі.